# Dorphoflossing
De Dorphoflossing is een beek in Nederlands Zuid-Limburg in de gemeente Gulpen-Wittem. De beek ligt ten zuiden van Epen bij Plaat en Terpoorten op de linkeroever van de Geul. Komende vanaf Epen over de Wilhelminastraat daalt deze weg tot in de laagte, waarna men in zuidelijke richting over de Terzieterweg het dal van de Dorphoflossing weer uitrijdt of via de Terpoortweg richting Camerig de laagte van het beekdal blijft volgen. Ten zuiden van de Dorphoflossing ligt de hoeve Eperhuis, ook gekend als Dorpshof.
De beek heeft slechts één tak.

## Ligging
De beek ligt in het Geuldal in de overgang naar het Plateau van Crapoel dat in het westen omhoog rijst. Hoger op de helling ligt het Onderste Bosch. De beek ontspringt ten zuidwesten van Epen en stroomt daarna in oostelijke richting tussen Epen en Plaat door. Na onder de Terzieterweg doorgegaan te zijn loopt de beek parallel aan Terpoorterweg door Terpoorten tot aan de monding in de Geul, niet ver van de Eper Molen. De beek mondt tussen de Terzieterbeek (linkeroever) en de Camerigerbeek (rechteroever) uit in de Geul.
Op ongeveer een halve kilometer zuidelijker loopt grofweg parallel aan de Dorphoflossing de Platergrub. 